# Marcha das Mulheres pela Despenalização do Aborto

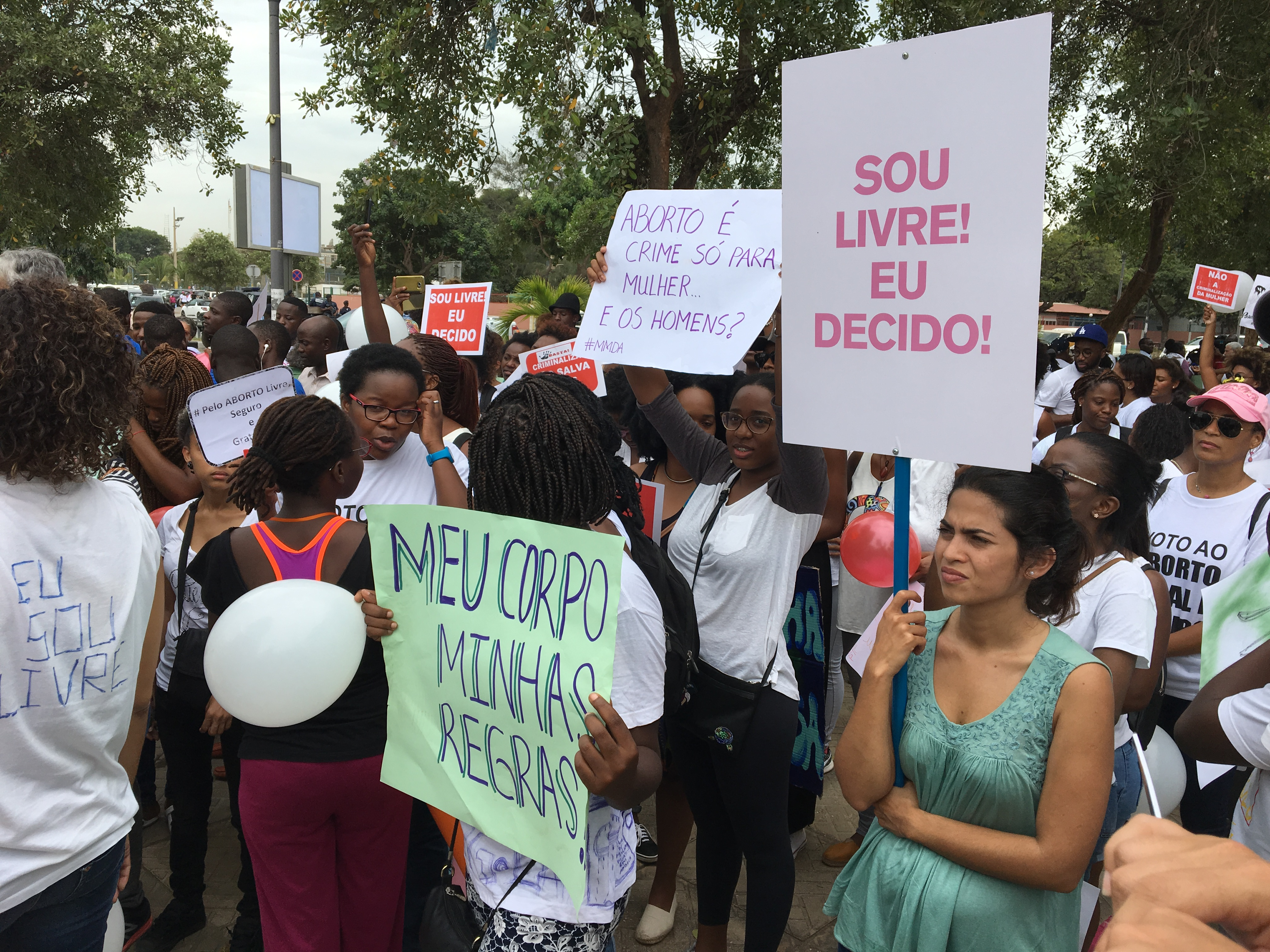
Marcha das Mulheres pela Despenalização do Aborto

A Marcha das Mulheres pela Despenalização do Aborto ocorreu no dia 18 de março de 2017, em Luanda, Angola. A marcha foi organizada por um grupo de mulheres da sociedade civil, entre as quais várias integrantes do colectivo Ondjango Feminista. O percurso da marcha começou às 10:00 horas no Cemitério de Santa Ana, em homenagem as mulheres que morreram por conta dos abortos clandestinos (aborto inseguro), e terminou às 14:00 horas no Largo das Heroínas.

## Contexto
A organização da marcha considerou inconstitucional a aprovação da proposta de Código Penal que criminaliza o aborto, sem qualquer tipo de excepção, passada no dia 11 de março 2017 na Assembleia Nacional. Nessa proposta, foram eliminadas as anteriores excepções para o aborto (inviabilidade do feto, gravidezes que ponham em risco de vida da mãe e gravidezes resultantes de violações). A proposta propunha a criminalização do aborto, estipulando uma pena de quatro a dez anos.
A marcha teve apoio de figuras destacadas tal como Isabel dos Santos, Ana Paula Godinho, Aline Frazão, e Mihaela Webba.

## Rescaldo
Como resultado da Marcha das Mulheres e da pressão da opinião pública, 24 de janeiro de 2019, a Assembleia Nacional aprovou um novo Código Penal, sem alterações na questão do aborto. A discussão sobre o aborto foi uma das mais polêmicas e fez com que o Código Penal não fosse aprovado na legislatura anterior, que terminou em 2017, por um bloqueio da maior força de oposição, o partido conservador União Nacional para a Independência Total de Angola (UNITA); por fim, ficou decidido que o novo marco legal penalizará de dois a oito anos de prisão quando o aborto for praticado fora dos casos contemplados: perigo para a vida ou saúde da mãe ou do feto, e por estupro; em algumas versões anteriores do projeto de lei, se chegou a contemplar o aborto livre até as dez semanas de gestação.